# Ježevec
Ježevec (žival) in Ježevec (potok)
Ježevec je naselje v Občini Litija.